# Mesolobites margaorispus
Mesolobites margaorispus is een keversoort uit de familie Schizocoleidae. De wetenschappelijke naam van de soort is voor het eerst geldig gepubliceerd in 1989 door Lin & Mou.